# 卡尔·施托茨
卡尔·施托茨（德語：Karl Stotz，1927年3月27日—2017年4月4日），奥地利男子足球运动员。他曾代表奥地利国家队参加1954年和1958年国际足联世界杯，其中1954年世界杯获得第三名。